# Eragisa bocra
Eragisa bocra är en fjärilsart som beskrevs av William Schaus 1906. Eragisa bocra ingår i släktet Eragisa och familjen tandspinnare. Inga underarter finns listade i Catalogue of Life.